# Komando Małolat
Komando Małolat – niemiecki serial sensacyjny emitowany w latach 1996–1999.

## Główne role
Opracowano na podstawie:
- Michael Deffert: Hannes Lohberg
- Raffaello Kramm: Vittorio del Favero
- Türkiz Talay: Nesrin Üstünkaya
- Susann Uplegger: Michaela „Mic“ Andersen
- Jürgen Thormann: prezydent policji Siedhoff
- Werner Tietze: Rattke
- Vittorio Casagrande: Onkel Rosario
- Thomas Schücke: Stefan Jarcyk
- Peter Millowitsch: Budde
- Tanja Wedhorn: Julia Hauptmann
- Johannes Terne: komisarz kryminalny Berg
- Manuela Riva: Kalle